# Tony Fitzpatrick
Anthony „Tony“ Fitzpatrick (* 3. März 1956 in Glasgow) ist ein ehemaliger  schottischer Fußballspieler und jetziger -trainer. Fitzpatrick ist zudem Rekordspieler von FC St. Mirren mit 351 Einsätzen.
Fitzpatrick spielte zwischen 1973 und 1979 sowie zwischen 1981 und 1989 beim schottischen Traditionsverein FC St. Mirren. In den dazwischen liegenden Jahren bestritt er Spiele für Bristol City. Während seiner Zeit bei FC St. Mirren führte er seine Mannschaft 1987 im Finale um den Schottischen FA Cup als Kapitän an. FC St. Mirren gewann das Spiel gegen Dundee United mit 1:0 dank eines Treffers von Ian Ferguson.
Nach seiner aktiven Karriere trainierte er FC St. Mirren zwischen 1988 und 1991 sowie zwischen 1996 und 1998. Fitzpatrick hatte zwischendurch die Stelle des Youth Development Managers beim FC Livingston inne. Heute setzt sich Fitzpatrick für die Sportförderung von Kindern und Erwachsenen ein.
| Personendaten    | Personendaten                            |
| ---------------- | ---------------------------------------- |
| NAME             | Fitzpatrick, Tony                        |
| ALTERNATIVNAMEN  | Fitzpatrick, Anthony                     |
| KURZBESCHREIBUNG | schottischer Fußballspieler und -trainer |
| GEBURTSDATUM     | 3. März 1956                             |
| GEBURTSORT       | Glasgow                                  |